# آروبر لیک (کالیفرنیا)
آروبر لیک (به انگلیسی: Arrowbear Lake) یک منطقهٔ مسکونی در ایالات متحده آمریکا است که در شهرستان سن برناردینو، کالیفرنیا قرار دارد. آروبر لیک ۷۳۶ نفر جمعیت دارد.